# Veliš (Benešovi járás)
Veliš település Csehországban, a Benešovi járásban. Veliš Ostrov, Ratměřice, Louňovice pod Blaníkem, Vlašim, Zvěstov, Postupice, Hradiště és Jankov településekkel határos. Lakosainak száma 353 fő (2024. január 1.).

## Népesség
A település lakosságának változását az alábbi diagram mutatja:
| Lakosok száma | 674  | 666  | 652  | 480  | 378  | 323  | 338  | 327  | 334  | 353  |
|               | 1869 | 1890 | 1921 | 1950 | 1980 | 2001 | 2017 | 2019 | 2022 | 2024 |